# Bahnhof Schalksmühle
Der ehemalige Bahnhof Schalksmühle ist heute zum Haltepunkt zurückgebaut. Er befindet sich an der Volmetalbahn von Hagen nach Dieringhausen.
Die Station liegt am Rande der Innenstadt von Schalksmühle. Der einzige Bahnsteig reicht bis an den Bahnhofsvorplatz heran und ist ebenerdig erreichbar. Ursprünglich war geplant gewesen, den zweigleisigen Zustand wiederherzustellen, da auch die Volmetalbahn im 30-Minuten-Takt verkehren sollte. Allerdings ist der doppelgleisige Ausbau weiterhin bei Bedarf möglich.

## Geschichte
Durch den Bau der Bahnstrecke Hagen–Dieringhausen erhielt Schalksmühle 1874 einen Bahnanschluss. Der Bahnhof der Kreis Altenaer Eisenbahn (KAE), gegenüber dem Staatsbahnhof Schalksmühle, war ab 1888 Ausgangspunkt der Hälvertalbahn nach Halver. So konnte der Anschluss an die Volmetalbahn sichergestellt werden. Der Bahnhof Schalksmühle erlangte Bedeutung sowohl im Güter- als auch im Personenverkehr. Dieser und die beiden Bahnstrecken trugen erheblich zum wirtschaftlichen Erfolg des Hälvertals (zwischen Halver und Schalksmühle) und des Volmetals (zwischen Hagen und Meinerzhagen) bei. Noch heute liegen viele Firmen von Schalksmühle am Verlauf von Hälver- und Volmetalbahn. 1952 wurde die Hälvertalbahn stillgelegt. Der Schnurrenweg, welcher neben dem Bahnhof beginnt, kennzeichnet heute den Verlauf der ehemaligen Bahnstrecke.
Ende der 1990er Jahre wurde das zweite Gleis der Volmetalbahn entfernt, in diesem Zusammenhang wurden in Schalksmühle alle Nebengleise entfernt und der Bahnhof zum Haltepunkt zurückgestuft.
Zwischen 2004 und 2006 wurde der Bahnsteig mit einer Höhe von 76 Zentimetern neugebaut.

## Bahnhofsgelände
Auf dem Gelände des ehemaligen Bahnhofs befindet sich heute ein Supermarkt und ein Kiosk mit Postagentur. Der Rathausplatz und die Innenstadt von Schalksmühle sind über die Straße "Am Bahnhof" und eine Treppenanlage erreichbar.
Im Rahmen der Regionale 2013 sollte der Bahnhof Schalksmühle eine zentrale Rolle spielen. Es war geplant, das Wohngebiet oberhalb des Bahnhofs besser mit dem Ortskern zu verknüpfen. Dazu wurde eine Brücke vorgeschlagen, die ab 2013 vom Wohngebiet, über den Bahnsteig hinweg, zum Rathausplatz und dem darunter liegenden Parkhaus führen sollte. Der Schnurrenplatz, direkt neben dem Bahnsteig, sollte dazu ebenfalls bebaut werden. Die Anbindung der Brücke sollte durch drei Treppenaufgänge oder Aufzüge geschehen. Es wurde auch überlegt, ab 2016 eine Radstation für 150 Räder zu bauen. Durch diese Maßnahmen sollte die innerstädtische Trennung aufgehoben werden.
Laut dem Konzept „Regionale Integrierte Entwicklungs- und Handlungskonzept Oben an der Volme“ sollte das Bahnhofsumfeld in Schalksmühle insgesamt aktiviert und aufgewertet werden. Ähnlich wie in Meinerzhagen bildet der Bahnhof in Schalksmühle topografisch bedingt eine Barriere zwischen der Oberstadt und dem Zentrum der Gemeinde entlang der Bahnhofstraße.
Auf den wertvollen, untergenutzten Parkplatzflächen südlich des Bahnhofs würden Büros und Dienstleister in neu errichteten zwei- bis dreigeschossigen Gebäuden gebaut. Die P+R-Plätze würden zur Worthstraße verlegt. Von der nordwestlichen Bahnhofstraße sei die Unterführung über eine Treppe zu erreichen. Ein neuer zweigeschossiger Baukörper arrondiere dann die westliche Auffahrt. Inzwischen (Stand 2023) ist das Umfeld des Haltepunktes samt Unterführung neu gestaltet worden.

## Zugverkehr
Der Haltepunkt wird von einer Regionalbahnlinie angefahren. Bei dem Hochwasser in West- und Mitteleuropa 2021 erlitt die Strecke größere Schäden, so dass seitdem (Stand 2023) zwischen Rummennohl und Lüdenscheid nur Busse verkehren können.
| Linie | Streckenverlauf | Takt   |
| ----- | --- | ------ |
| RB 52 | Volmetal-Bahn: Dortmund Hbf – Dortmund Signal-Iduna-Park – Dortmund Tierpark – Dortmund-Kirchhörde – Dortmund-Löttringhausen – Wittbräucke – Herdecke – Hagen Hbf – Hagen-Oberhagen – Dahl – Rummenohl – Dahlerbrück – Schalksmühle – Lüdenscheid-Brügge – Lüdenscheid Stand: April 2024 | 60 min |

## Busverkehr
Eine Anbindung an den Busverkehr der MVG (Märkischen Verkehrsgesellschaft) erfolgt durch folgende zwölf Linien an den Haltestellen „Schalksmühle Mitte“, „Schalksmühle Rathausplatz“ und an der Bürgerbus-Haltestelle „Schalksmühle Rathauscenter“:
| Linie       | Linienverlauf | Takt in Minuten (Mo–Fr)              | Takt in Minuten (Sa)                 | Takt in Minuten (So) |
| ----------- | --- | ------------------------------------ | ------------------------------------ | -------------------- |
| 57          | Lüdenscheid, Brügge Bahnhof – Schalksm., Strücken – Schalksm., Rathausplatz – Schalksmühle, Mitte – Schalksmühle, Dahlerbrück – Hagen, Rummenohl Mitte                                                                             | 60 / 120                             | 120                                  | 240                  |
| 85          | Schalksmühle, Rathausplatz – Schalksmühle, Mitte – Halver, Carthausen – Halver, Oeckinghausen Kaiser – Halver, Sparkasse ZOB – Halver, Schulzentrum                                                                                | 60                                   | 120                                  | 240                  |
| 86          | Schalksmühle, Rathausplatz – Schalksmühle, Mitte – Schalksm., Rotthausen – Schalksmühle, Reeswinkel – Schalksmühle, Im Dahl Mitte – Breckerfeld, Busbahnhof                                                                        | kein Takt                            | kein Verkehr                         | kein Verkehr         |
| 87          | Lüdenscheid, Kulturhaus – Lüdenscheid, Sauerfeld ZOB – Lüdenscheid, Bahnhof – Schalksmühle, Rathausplatz – Schalksmühle, Mitte – Schalksmühle, Reeswinkel                                                                          | 30 / 60                              | 60                                   | 60                   |
| 88          | Schalksm., Lauenscheid – Schalksm., Heedfeld – Schalksm., Spormecke Schule – Schalksmühle, Rathausplatz – Schalksmühle, Mitte – Schalksmühle, Schule Löh                                                                           | kein Takt                            | kein Verkehr                         | kein Verkehr         |
| 89          | Schalksmühle, Rölvede – Schalksm., Heedfeld – Schalksmühle, Spormecke Schule – Schalksmühle, Rathausplatz – Schalksmühle, Mitte – Schalksmühle, Schule Löh                                                                         | kein Takt                            | kein Verkehr                         | kein Verkehr         |
| N4          | Lüdenscheid, Sauerfeld ZOB – Lüdenscheid, Bf. – Schalksmühle, Rathausplatz – Schalksmühle, Mitte – Schalksmühle, Strücken (Nachtbuslinie)                                                                                          | Fr bei Events vereinzelt um 0:02 Uhr | Sa bei Events vereinzelt um 0:02 Uhr | kein Verkehr         |
| Bürgerbus 1 | Schalksmühle, Rathauscenter – Schalksm., Rathausplatz – Schalksm., Mitte – Schalksmühle, Ohlerberg – Schalksm., Asenbach – Schalksmühle, Viktoriastraße – Schalksm., Mitte – Schalksm., Rathauscenter – Schalksmühle, Rathausplatz | kein Takt                            | kein Verkehr                         | kein Verkehr         |
| Bürgerbus 2 | Schalksmühle, Rathauscenter – Schalksm., Rathausplatz – Schalksm., Mitte – Schalksmühle, Stallhaus – Schalksm., Everinghausen – Schalksmühle, Stallhaus – Schalksm., Mitte – Schalksm., Rathauscenter – Schalksmühle, Rathausplatz | kein Takt                            | kein Verkehr                         | kein Verkehr         |
| Bürgerbus 3 | Schalksmühle, Rathauscenter – Schalksm., Rathausplatz – Schalksm., Mitte – Schalksmühle, Ohlerberg – Schalksm., Im Dahl Mitte – Schalksmühle, Ohlerberg – Schalksm., Mitte – Schalksm., Rathauscenter – Schalksmühle, Rathausplatz | kein Takt                            | kein Verkehr                         | kein Verkehr         |
| Bürgerbus 4 | Schalksmühle, Rathauscenter – Schalksmühle, Rathausplatz – Schalksm., Mesenhöller – Schalksm., Strücken Wendest. – Schalksm., Mesenhöller – Schalksmühle, Rathausplatz – Schalksmühle, Rathauscenter                               | kein Takt                            | kein Verkehr                         | kein Verkehr         |
| Bürgerbus 5 | Schalksmühle, Rathauscenter – Schalksmühle, Rathausplatz – Schalksm., Unteres Tor – Schalksm., Friedhof Wippekühl – Schalksm., Unteres Tor – Schalksmühle, Rathauscenter – Schalksmühle, Rathausplatz                              | kein Takt                            | kein Verkehr                         | kein Verkehr         |